# Cassagnabère-Tournas
Cassagnabère-Tournas település Franciaországban, Haute-Garonne megyében. Lakosainak száma 467 fő (2022. január 1.). Cassagnabère-Tournas Aulon, Aurignac, Boussan, Ciadoux, Escanecrabe, Esparron, Peyrouzet, Saint-André, Saint-Lary-Boujean és Saint-Marcet községekkel határos.

## Népesség
A település népességének változása:
| Lakosok száma | 544  | 424  | 426  | 393  | 463  | 459  | 461  | 467  | 467  | 467  |
|               | 1968 | 1982 | 1990 | 2006 | 2013 | 2015 | 2017 | 2019 | 2020 | 2022 |